# صندوق اوراق قرضه شهرداری
صندوق اوراق قرضه شهرداری، (به انگلیسی: municipal bond) گونه‌ای از صندوق سرمایه‌گذاری است، که از اوراق قرضه معاف از مالیات تشکیل می‌گردد. این اوراق اغلب توسط دولت‌های حکومت‌های محلی منتشر می‌شود. مثلاً اوراق قرضه‌ای که توسط دولت فدرال ایالات متحده آمریکا منتشر می‌گردد یا اوراقی که هر یک شهرداری ها برای خود منتشر می‌نمایند. علاوه بر معافیت اوراق قرضه، این صندوق‌ها نیز مشمول پرداخت  مالیات بر درآمد نمی‌شوند.